# Indianapolis 500 1912
Indianapolis 500 1912 (oryg. 2th International 500-Mile Sweepstakes Race) – druga edycja wyścigu Indianapolis 500.

## Wyniki

### Kwalifikacje
W kwalifikacjach każdy z kierowców miał do przejechania 4 okrążenia, w którym mierzono prędkość. Średnia prędkość spośród 4 okrążeń decydowała o klasyfikacji. W celu kwalifikacji należało osiągnąć średnią prędkość wyższą niż 120,7 km/h. Jednak wyniki kwalifikacji nie decydowały do o kolejności startowej – była ona ustalona przez kolejność zgłoszeń do wyścigu.
| Poz. | Nr | Kierowca            | Konstruktor        | Czas        | Poz. s. |
| ---- | -- | ------------------- | ------------------ | ----------- | ------- |
| 1    | 29 | David Bruce-Brown   | National           | 142,35 km/h | 23      |
| 2    | 19 | Ralph Mulford       | Knox               | 141,43 km/h | 16      |
| 3    | 9  | Howdy Wilcox        | National           | 140,33 km/h | 8       |
| 4    | 8  | Joe Dawson          | National           | 138,61 km/h | 7       |
| 5    | 4  | Ralph DePalma       | Mercedes           | 138,44 km/h | 4       |
| 6    | 3  | Teddy Tetzlaff      | Fiat               | 135,57 km/h | 3       |
| 7    | 15 | Bob Burman          | Cutting            | 135,36 km/h | 12      |
| 8    | 26 | Len Ormsby          | Opel               | 135,33 km/h | 20      |
| 9    | 7  | Spencer Wishart     | Mercedes           | 135,10 km/h | 6       |
| 10   | 6  | Eddie Hearne        | Case               | 131,72 km/h | 5       |
| 11   | 21 | Hughie Hughes       | Mercer             | 131,66 km/h | 17      |
| 12   | 1  | Gil Andersen        | Stutz              | 130,24 km/h | 1       |
| 13   | 14 | Johnny Jenkins      | White              | 130,07 km/h | 11      |
| 14   | 12 | Bert Dingley        | Simplex            | 129,99 km/h | 10      |
| 15   | 18 | Bill Endicott       | Schacht            | 129,66 km/h | 15      |
| 16   | 22 | Joe Horan           | Lozier             | 129,52 km/h | 18      |
| 17   | 25 | Joe Matson          | Lozier             | 128,59 km/h | 21      |
| 18   | 28 | Charlie Merz        | Stutz              | 126,94 km/h | 22      |
| 19   | 2  | Len Zengel          | Stutz              | 126,90 km/h | 2       |
| 20   | 23 | Mel Marquette       | McFarlan           | 125,66 km/h | 19      |
| 21   | 17 | Billy Liesaw        | Marquette          | 124,74 km/h | 14      |
| 22   | 16 | Edward Rickenbacker | Firestone-Columbus | 124,40 km/h | 13      |
| 23   | 46 | Louis Disbrow       | Case               | 123,18 km/h | 24      |
| 24   | 10 | Harry Knight        | Lexington          | 122,18 km/h | 9       |
| Poz. | Nr | Kierowca            | Konstruktor        | Czas        | Poz. s. |

### Wyścig
Źródło: ultimateracinghistory.com
| P  | + / –     | Nr | Kierowca            | Konstruktor        | Okr. | Czas / Strata   | Komentarz |
| -- | --------- | -- | ------------------- | ------------------ | ---- | --------------- | --------- |
| 1  | 6         | 8  | Joe Dawson          | National           | 200  | 6:21:06         |           |
| 2  | 1         | 3  | Teddy Tetzlaff      | Fiat               | 200  | +0:10:23        |           |
| 3  | 14        | 21 | Hughie Hughes       | Mercer             | 200  | +0:12:03        |           |
| 4  | 18        | 28 | Charlie Merz        | Stutz              | 200  | +0:13:34        |           |
| 5  | 10        | 18 | Bill Endicott       | Schacht            | 200  | +0:25:22        |           |
| 6  | 4         | 2  | Len Zengel          | Stutz              | 200  | +0:29:22        |           |
| 7  | 4         | 14 | Johnny Jenkins      | White              | 200  | +0:31:32        |           |
| 8  | 10        | 22 | Joe Horan           | Lozier             | 200  | +0:38:32        |           |
| 9  | 1         | 9  | Howdy Wilcox        | National           | 200  | +0:50:24        |           |
| 10 | 6         | 19 | Ralph Mulford       | Knox               | 200  | +2:31:54        |           |
| 11 | 7         | 4  | Ralph DePalma       | Mercedes           | 198  | Korbowód        |           |
| 12 | Bez zmian | 15 | Bob Burman          | Cutting            | 157  | Wypadek         |           |
| 13 | 3         | 12 | Bert Dingley        | Simplex            | 116  | Korbowód        |           |
| 14 | 7         | 25 | Joe Matson          | Lozier             | 110  | Gaźnik          |           |
| 15 | 9         | 7  | Spencer Wishart     | Mercedes           | 82   | Wyciek wody     |           |
| 16 | 15        | 1  | Gil Andersen        | Stutz              | 80   | Wypadek         |           |
| 17 | 3         | 17 | Billy Liesaw        | Marquette          | 72   | Zapalnik        |           |
| 18 | 6         | 46 | Louis Disbrow       | Case               | 67   | Dyferencjał     |           |
| 19 | Bez zmian | 23 | Mel Marquette       | McFarlan           | 63   | Uszkodzone koła |           |
| 20 | 15        | 6  | Eddie Hearne        | Case               | 55   | Spalone łożysko |           |
| 21 | 8         | 16 | Edward Rickenbacker | Firestone-Columbus | 43   | Zawór wlotowy   |           |
| 22 | 1         | 29 | David Bruce-Brown   | National           | 25   | Zawór           |           |
| 23 | 14        | 10 | Harry Knight        | Lexington          | 6    | Silnik          |           |
| 24 | 4         | 26 | Len Ormsby          | Opel               | 5    | Korbowód        |           |
| P  | + / –     | Nr | Kierowca            | Konstruktor        | Okr. | Czas / Strata   | Komentarz |